# Rufino Rodríguez de la Torre
Rufino Rodríguez de la Torre Newton (* 2. Dezember 1900; † unbekannt) war ein argentinischer Segler.

## Erfolge
Rufino Rodríguez de la Torre nahm dreimal an Olympischen Spielen teil. 1936 schloss er die Regatta im Olympiahafen Düsternbrook in Kiel in der 8-Meter-Klasse als Skipper des argentinischen Boots Matrero II auf dem siebten Platz ab. Bei den Olympischen Spielen 1948 in London war er in der 6-Meter-Klasse Crewmitglied des argentinischen Bootes Djinn, dessen Skipper Enrique Sieburger senior war. Mit 5120 Punkten gewannen Sieburger senior und seine Crew, zu denen neben Rodríguez de la Torre noch Emilio Homps, Rodolfo Rivademar, Julio Sieburger und Enrique Sieburger junior gehörten, hinter den US-amerikanischen Olympiasiegern um Skipper Herman Whiton und vor dem von Tore Holm angeführten schwedischen Boot die Silbermedaille. 1952 in Helsinki belegte Rodríguez de la Torre, erneut Crewmitglied des 6-Meter-Bootes Djinn unter Skipper Sieburger, mit 3393 Punkten den fünften Platz.